# Unterlassungseffekt
Der sogenannte Unterlassungseffekt, auch Unterlassungsfehler genannt, (englisch omission bias) ist die Bezeichnung für ein von den Verhaltenswissenschaften beschriebenes Phänomen, nach dem eine Handlung subjektiv als riskanter angesehen wird als eine andere Verhaltensoption, die in einem Unterlassen besteht. Aus normativer Sicht werden Handlungen oft stärker sanktioniert als Unterlassungen, auch wenn die Konsequenzen beider Verhaltensoptionen dieselben sind.

## Beschreibung
Vor die Wahl gestellt, eine möglicherweise mit negativen Folgen verbundene Handlung vorzunehmen oder diese zu unterlassen, was dann nicht möglicherweise, sondern sicher zu negativen Folgen führt, tendieren Menschen zur Unterlassung. Diese Neigung resultiert daraus, dass die Verantwortung für ein negatives Resultat, das man selbst herbeigeführt hat, als schwerer wahrgenommen wird als die Verantwortung für ein negatives Resultat, das man nicht selbst herbeigeführt hat beziehungsweise durch Unterlassen lediglich nicht verhindert hat. Die ethische Bewertung einer Handlung durch Unterlassen einerseits und einer Handlung durch aktives Tun andererseits ist signifikant unterschiedlich; der Grad der Verantwortung oder Schuld wird allgemein bei aktivem Handeln höher bemessen als beim Handeln durch Unterlassen.
Mit einem Beispiel erläutert Jonathan Baron in Thinking and Deciding den Begriff:
Sportler A weiß, dass er am nächsten Tag mit dem ihm überlegenen Gegner B einen Wettkampf auszutragen hat. Ihm ist auch bekannt, dass B eine bestimmte Lebensmittelallergie hat.
Variante 1: Beim gemeinsamen Abendessen sorgt A dafür, dass B das Allergen zu sich nimmt, um am nächsten Tag geschwächt zu sein. (Aktives Handeln)
Variante 2: B will in Unkenntnis der Lage Nahrung zu sich nehmen, die das Allergen beinhaltet. A bemerkt dies rechtzeitig, unternimmt aber nichts dagegen. (Handeln durch Unterlassen)
Das Verhalten nach Variante 1 wird allgemein – von Dritten wie von A selbst – als verwerflicher bewertet, als das Handeln nach Variante 2.
In einem weiteren Beispiel wird die Problematik des Unterlassungseffektes verdeutlicht:
Ein Arzt hat eine Gruppe von Patienten mit gleicher Erkrankung zu betreuen. Die Erkrankung ist untherapiert stets tödlich. Das einzige zur Verfügung stehende Medikament hat starke Nebenwirkungen, an denen ein Fünftel der Patienten sterben wird. Daher wird der Arzt tendenziell dazu neigen, das Medikament nicht oder verzögert zu verabreichen, weil er sich für jeden dann eintretenden Todesfall aufgrund der Verabreichung verantwortlich fühlen wird, während er sich beim untherapierten Verlauf der Krankheit für den dann eintretenden Tod nicht (oder weniger) verantwortlich fühlt, obwohl dann alle Patienten sterben werden.

## Bewertung
Die unterschiedliche Bewertung von Handlung und Unterlassung findet ihren Widerhall darin, dass im Strafrecht allgemein nur Handeln strafbar ist, während Unterlassungen nur dann strafbar sind, wenn dies ausdrücklich in der Strafrechtsnorm genannt ist, wie etwa bei der unterlassenen Hilfeleistung. Das ethische Ungleichgewicht wird durch das Konstrukt der Garantenstellung verringert. Demnach ist einer Person Unterlassung dann wie aktives Handeln zuzurechnen, wenn diese Person zum Geschädigten in einem besonderen Sorgfaltspflichtverhältnis steht. Ein solches Sorgfaltspflichtverhältnis kann auf natürliche Weise begründet sein – wie etwa bei Eltern gegenüber ihren Kindern – oder vertraglich wie etwa zwischen Hauseigentümer und Mieter. Dies wird in folgendem Beispiel erläutert:
Die Eltern eines Kleinkindes feiern zusammen mit dem Bekannten X ein Gartenfest. Die Eltern stehen zum Kind in einer Garantenstellung, X hingegen nicht. Das Kleinkind klettert in den Pool und ertrinkt. Die Eltern und X handeln nicht, sondern sehen dem Geschehen zu. Dies wird bei den Eltern zu einer Strafbarkeit wegen eines vorsätzlichen Tötungsdelikts (§ 211, 212 StGB (D) – Mord, Totschlag) führen, während bei X lediglich eine Strafbarkeit wegen unterlassener Hilfeleistung nach § 323c StGB (D) in Betracht kommt.

Die mit Bezug auf den Unterlassungseffekt ethisch unterschiedliche Wertung zwischen aktivem Tun und Unterlassen wird aus folgenethischer Sicht kritisiert. Der Dichter spricht: 

„An allem Unfug, der passiert, sind nicht etwa nur die schuld, die ihn tun, sondern auch die, die ihn nicht verhindern.“

Während Vertreter des Konsequentialismus den Unterlassungseffekt für eine kognitive Täuschung halten, gibt es andere moralphilosophische Ansätze, welche die unterschiedliche Bewertung zu rechtfertigen versuchen. In der praktischen Philosophie wird von Vertretern der Verantwortungsethik argumentiert, dass es rationale Gründe dafür gibt, Handlungen stärker als Unterlassungen zu bewerten, da sich personale Verantwortung nur auf diese Weise sinnvoll eingrenzen lässt und eine Überforderung verhindert wird.
Neben dem Unterlassungseffekt gibt es auch den Action Bias, nach dem in anderen Situationen eine Tendenz dazu besteht, aktive Handlungsoptionen zu bevorzugen. 

## Zitat
Rolf Dobelli schrieb in seinem Bestseller 'Die Kunst des klaren Denkens':

„Ist er [der Action Bias] das Gegenteil zum Omission Bias? Nicht ganz. Der Action Bias kommt ins Spiel, wenn eine Situation unklar, widersprüchlich, opak ist. Dann tendieren wir zu Umtriebigkeit, auch wenn es keinen vernünftigen Grund dafür gibt. Beim Omission Bias ist die Situation meistens übersichtlich: Ein zukünftiger Schaden könnte durch heutiges Handeln abgewendet werden, aber das Abwenden eines Schadens motiviert uns nicht so stark, wie es die Vernunft geböte.
Der Omission Bias ist sehr schwer zu erkennen – Verzicht auf Handlung ist weniger sichtbar als Handlung. Die 68er-Bewegung, das muss man ihr lassen, hat ihn durchschaut und mit einem prägnanten Slogan bekämpft: »Wenn du nicht Teil der Lösung bist, bist du Teil des Problems.« “